# Seznam švedskih slikarjev
Seznam švedskih slikarjev.

## A
- Hugo Alfvén
- Johan Arvall

## B
- Richard Bergh
- Oscar Björck
- Nils Blommér
- Carl Oscar Borg
- Agnes Börjesson
- Willem Boy

## C
- Gustaf Cederström
- Stig Claesson - Slas

## D
- Michael Dahl
- Louis Jean Desprez

## E
- Viking Eggeling
- Svenolov Ehrén
- Knut Ekwall
- Princ Eugén, knez Närkeja

## F
- Carl Johan Fahlcrantz
- Öyvind Fahlström

## G
- Isaac Hirsche Grünewald

## H
- Signe Hammarsten-Jansson (šved.-fin.)
- Carl Gustaf Hellqvist
- Magnus Colcord Heurlin
- Carl Fredrik Hill
- Hanna Hirsch
- Robert Högfeldt (1894-1986)

## J
- Einar Jolin
- Ernst Josephson

## K
- Greta Knutson-Tzara
- Per Krafft

## L
- Carl Larsson
- Bruno Liljefors
- Carl Gustaf Löwenhielm
- Evert Lundqist (1904–1994)

## M
- August Malmström
- Johan Edvard Mandelberg
- Elias Martin
- Peter Martin van Mytens (nizozemsko-švedski)

## N
- Odd Nerdrum
- Tord Nygren (ilustrator)

## P
- Georg Pauli
- Carl Gustaf Pilo

## R
- Anna Palm de Rosa
- Georg von Rosen
- Alexander Roslin

## S
- Birger Sandzén
- Philip von Schantz
- Ann Mari Sjögren
- Monica Sjöö
- August Strindberg

## W
- Josef Wilhelm Wallander
- Arne Wiig
- Mårten Eskil Winge
- Agneta Wrangel

## Y
- Jwan Yosef

## Z
- Anders Zorn (Anders Leonard Zorn)